# Charlotte E. Ray
Charlotte E. Ray, född 13 januari 1850 i New York, död 4 januari 1911 i New York, var en amerikansk advokat. Hon blev år 1872 den första kvinnliga afroamerikanska advokaten i USA.